# Rhadinopsylla caucasica
Rhadinopsylla caucasica är en loppart som beskrevs av Anatol I. Argyropulo 1941. Rhadinopsylla caucasica ingår i släktet Rhadinopsylla och familjen mullvadsloppor. Inga underarter finns listade i Catalogue of Life.